# Jiří Rosický (kierowca)
Jiří Rosický (ur. 21 lipca 1931) – czechosłowacki kierowca wyścigowy.

## Kariera
Na początku kariery ścigał się motocyklami. W 1957 roku rozpoczął ściganie się samochodami (Renault 4CV). W 1969 roku został mistrzem Czechosłowacji w klasie A2, uczestniczył wówczas również w European Touring Car Championship. Rok później zdobył Alfą Romeo mistrzostwo Czechosłowacji w klasie B5 (prototypy). W 1971 roku ścigał się w Formule Škoda, a następnie MTX w Formule Easter. W 1972 roku zajął szóste miejsce w klasyfikacji Pucharu Pokoju i Przyjaźni, natomiast w 1975 roku był piąty. W lipcu 1976 roku miał poważny wypadek na Sachsenringu, w wyniku którego doznał wielu złamań. Do ścigania powrócił w lutym 1977 roku, uczestnicząc w górskim wyścigu Ecce Homo. W 1980 roku był trzeci w tym wyścigu.